# 安達二十三
安達 二十三（あだち はたぞう、1890年〈明治23年〉6月17日 - 1947年〈昭和22年〉9月10日）は、日本の陸軍軍人。最終階級は陸軍中将。功三級。

## 経歴
本籍石川県。1890年（明治23年）、安達松太郎陸軍教授の四男として東京府で生まれ、23年にちなんで二十三と名づけられる。兄に安達十六陸軍少将、安達十九陸軍中将が、義理の叔父に陸軍大臣石本新六陸軍中将男爵がいる。石本寅三陸軍中将・石本五雄陸軍少将は従兄弟。
陸軍士官学校第22期卒業。陸軍大学校第34期卒業。歩兵第12連隊長、第37師団長を経て北支那方面軍参謀長となり、太平洋戦争（大東亜戦争）中の1942年（昭和17年）11月9日、第18軍司令官に転補される。困難にあたっては率先して苦労を分かち合う態度が部下に強い信頼感を呼び起こした。

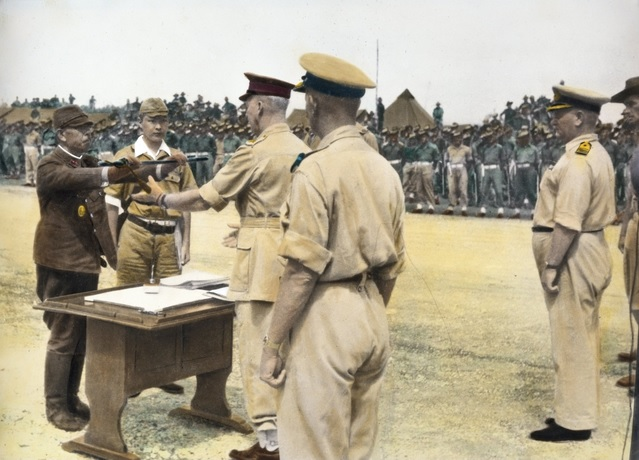
降伏調印式にてホレス・ロバートソン少将に降伏の証として軍刀を手渡す安達中将

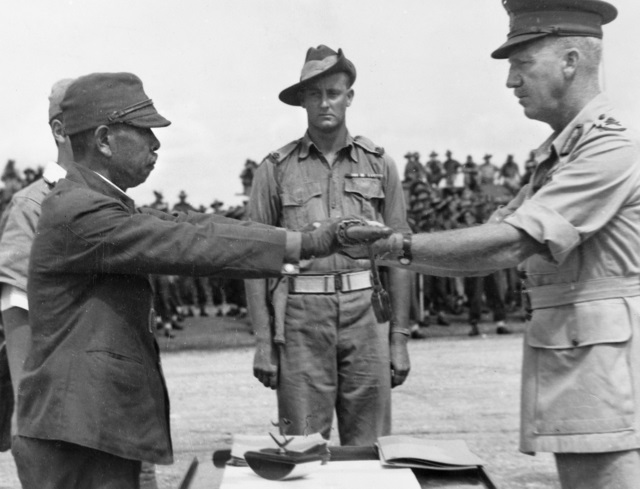
降伏調印式にて安達中将から軍刀を受け取るロバートソン少将

第18軍司令官着任時、既にニューギニア方面の制空権制海権は連合国軍に奪われ補給はほぼ途絶し、隷下の3個師団および1個旅団は分断されていた。食糧難による全軍餓死を迎えるくらいであればと行った、無謀とも言えるアイタペの戦いが失敗した1944年（昭和19年）8月以降兵力温存の方針を固め、持久体勢を指令。ウェワクにおいて孤立しながらも、先住民との人間関係を重視して友好的態度を保ち、サゴヤシの幹からの澱粉採取、病人運搬法、永住農園開拓などの方式により、第18軍は終戦まで持久することになる。
1944年（昭和19年）12月から続いた連合軍の包囲の輪は徐々に狭まり、1945年（昭和20年）7月ついに「9月には全滅」という判断を下し玉砕を覚悟した。しかし9月13日、終戦の詔勅に基き第18軍はオーストラリア陸軍第6師団に降伏した。その際、安達は麾下の将兵に対し「軍は大命に基き豪州第六師団に降伏せんとす」と命令した。
降伏後には戦犯として扱われ、大部分の将兵が復員した1946年（昭和21年）1月以降もムシュ島において服役を続けた。その後終身刑を宣告されながら部下の判決が全て下るのを待ち、拘留中の部下8名の釈放が言い渡されると弁護団に礼を述べた後ラバウル収容所で自決した。
戦犯収容所にて同室であった第8方面軍司令官今村均大将宛の遺書には、
とあった。
作家・山田風太郎は著書『人間臨終図巻』（徳間書店/1986年-1987年）において上記遺書を引用し、次のような言葉を記した。

## 年譜
- 1934年（昭和9年）
  - 6月1日 - 関東軍鉄道線区司令官[1]
  - 8月1日 - 陸軍歩兵大佐[1]
- 1935年（昭和10年）8月1日 - 参謀本部運輸課長[1]
- 1936年（昭和11年）12月1日 - 歩兵第12連隊長[1]
- 1938年（昭和13年）
  - 3月1日 - 陸軍少将、関東軍司令部附[1]
  - 11月11日 - 第26歩兵団長[1]
- 1940年（昭和15年）8月1日 - 陸軍中将、第37師団長[1]
- 1941年（昭和16年）11月6日 - 北支那方面軍参謀長[1]
- 1942年（昭和17年）11月9日 - 第18軍司令官[1]
- 1947年（昭和22年）9月10日 - 自決[1]

## 栄典
位階
- 1911年（明治44年）3月10日 - 正八位[5]
- 1914年（大正3年）2月10日 - 従七位[6]
- 1919年（大正8年）3月20日 - 正七位[7]
- 1924年（大正13年）5月15日 - 従六位[8]

勲章
- 1943年（昭和18年）10月9日  - 勲一等旭日大綬章[9]

## 伝記
- 小松茂朗『愛の統率者安達二十三：第十八軍司令官ニューギニア戦記』光人社、1989年。
  - 改題『慈愛の将軍安達二十三 : 第十八軍司令官ニューギニア戦記』〈光人社NF文庫 ; こ1024〉潮書房光人社、2017年。